# Zeno Ibsen Rossi
Zeno Ibsen Rossi (sinh ngày 28 tháng 10 năm 2000) là một cầu thủ bóng đá chuyên nghiệp người Anh hiện tại đang thi đấu ở vị trí hậu vệ cho câu lạc bộ Cambridge United tại EFL League One.

## Đầu đời
Ibsen Rossi được sinh ra tại Streatham, Đại Luân Đôn, là người gốc Anh và Ý.

## Sự nghiệp thi đấu

### Bournemouth và cho mượn tại Kilmarnock
Đã từng chơi cho Brentford và Southampton ở cấp độ trẻ, Ibsen Rossi chuyển tới câu lạc bộ A.F.C. Bournemouth vào năm 2017. Cuối mùa giải 2018–19, anh ký bản hợp đồng chuyên nghiệp đầu tiên với đội bóng.
Vào ngày 15 tháng 7 năm 2020, Ibsen Rossi gia nhập câu lạc bộ Kilmarnock theo dạng cho mượn đến hết mùa giải. Anh ra mắt cho đội bóng vào ngày 29 tháng 8 năm 2020, trong chiến thắng 4–0 trên sân nhà trước Dundee United.
Ngày 31 tháng 7 năm 2021, Ibsen Rossi ra mắt cho A.F.C. Bournemouth, khi thi đấu trọn vẹn 90 phút trong chiến thắng 5–0 trên sân nhà trước Milton Keynes Dons tại Cúp EFL. Ibsen Rossi được đem cho mượn tại Dundee vào ngày 31 tháng 1 năm 2022, mặc dù phải mất hơn một tuần để thỏa thuận được xác nhận bởi FIFA vì lý do về kỹ thuật. Ibsen Rossi ra mắt Dundee trong chiến thắng trên sân khách trước Peterhead tại Cúp quốc gia Scotland. Anh sẽ trở lại Bournemouth vào cuối mùa giải, tháng 5 năm 2022.

### Cambridge United
Vào ngày 18 tháng 7 năm 2022, Ibsen Rossi gia nhập câu lạc bộ Cambridge United tại EFL League One.

## Thống kê sự nghiệp
Tính đến 19 tháng 8 năm 2023
| Câu lạc bộ          | Mùa giải            | Giải đấu                 | Giải đấu | Giải đấu | Cúp quốc gia | Cúp quốc gia | League cup | League cup | Khác | Khác | Tổng cộng | Tổng cộng |
| Câu lạc bộ          | Mùa giải            | Hạng                     | Trận     | Bàn      | Trận         | Bàn          | Trận       | Bàn        | Trận | Bàn  | Trận      | Bàn       |
| ------------------- | ------------------- | ------------------------ | -------- | -------- | ------------ | ------------ | ---------- | ---------- | ---- | ---- | --------- | --------- |
| A.F.C. Bournemouth  | 2021–22             | EFL Championship         | 4        | 0        | 1            | 0            | 2          | 0          | —    | —    | 7         | 0         |
| Kilmarnock (mượn)   | 2020–21             | Giải ngoại hạng Scotland | 14       | 0        | 2            | 1            | 2          | 0          | 2    | 0    | 20        | 1         |
| Dundee (mượn)       | 2021–22             | Giải ngoại hạng Scotland | 3        | 0        | 1            | 0            | —          | —          | —    | —    | 4         | 0         |
| Cambridge United    | 2022–23             | EFL League One           | 6        | 0        | 1            | 0            | 2          | 0          | 3    | 0    | 12        | 0         |
| Cambridge United    | 2023–24             | EFL League One           | 1        | 0        | 0            | 0            | 1          | 0          | 0    | 0    | 2         | 0         |
| Cambridge United    | Tổng cộnh           | Tổng cộnh                | 7        | 0        | 1            | 0            | 3          | 0          | 3    | 0    | 14        | 0         |
| Tổng cộng sự nghiệp | Tổng cộng sự nghiệp | Tổng cộng sự nghiệp      | 27       | 0        | 5            | 1            | 6          | 0          | 5    | 0    | 43        | 1         |

1. ↑  Bao gồm Cúp FA, Cúp quốc gia Scotland
2. ↑  Bao gồm Cúp EFL, Cúp Liên đoàn bóng đá Scotland
3. ↑  Ra sân tại play-off Giải ngoại hạng Scotland